# Alyxia arfakensis
Alyxia arfakensis är en oleanderväxtart som beskrevs av Kanehira och Hatusima. Alyxia arfakensis ingår i släktet Alyxia och familjen oleanderväxter. Inga underarter finns listade i Catalogue of Life.